# Sestiere (Venise)
Pour les articles homonymes, voir Sestiere.
- Cannaregio
- Castello
- Dorsoduro
- San Marco
- San Polo
- Santa Croce

Un sestiere est un quartier du centre historique de Venise (Italie), qui en compte six.

## Étymologie
Le terme provient du latin sextarius, qui veut dire « sixième partie » (même étymologie que le mot setier).
En italien, le terme qui existe depuis le XIIe siècle s'écrit sestiere au singulier (prononcé [sestiere]) et sestieri au pluriel ([sesti'eri]).

## Sestiere
Venise compte six sestieri, trois sur la rive droite du Grand Canal (de çitra, « d'ici ») et trois sur la rive gauche (de ultra, « de là ») :
- rive droite :
  - Cannaregio, le plus grand des sestieri ;
  - Castello, qui englobe également l'île-cimetière de San Michele ;
  - San Marco, qui englobe également l'île de San Giorgio Maggiore de l'autre côté du canal de la Giudecca ;
- rive gauche :
  - Dorsoduro, qui englobe également les îles de la Giudecca, de Sacca Fisola et de Sacca San Biagio de l'autre côté du canal de la Giudecca ;
  - San Polo ;
  - Santa Croce.

### Autres subdivisions de la ville
Chaque sestiere de Venise est à son tour divisé administrativement en plusieurs contrade (ou quartiers). D'un point de vue ecclésiastique, la ville est également subdivisée en paroisses dépendant du patriarcat de Venise.

## Numérotations des bâtiments

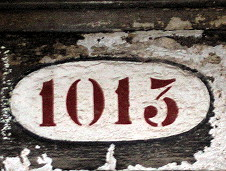
Numéro 1013 d'un sestiere à Venise.

À Venise, la numérotation des bâtiments (numero anagrafico, « numérotation civique », abrégé en N.A.) n'est pas établie voie par voie, mais sestiere par sestiere. Une adresse est ainsi entièrement définie par le numéro et le sestiere : le nom de la rue est superflu. « 1165 Dorsoduro » est sans ambigüité, car il n'existe qu'un seul numéro 1165 dans tout le sestiere de Dorsoduro.
Instaurée par l'occupant autrichien au XIXe siècle, cette numérotation suit un parcours en spirale qui permet aux Vénitiens de situer assez intuitivement une adresse mais qui peut au contraire dérouter complètement le visiteur occasionnel, puisque deux édifices proches l'un de l'autre peuvent avoir des numéros complètement différents. Les numéros existants sont les suivants :
- Cannaregio : 1 à 6426
- Castello : 1 à 6828
- Dorsoduro : 1 à 3964
- Giudecca : 1 à 820
- San Marco : 1 à 5562
- San Polo : 1 à 3144
- Santa Croce : 1 à 2359

De façon similaire aux nizioleti, les indications vénitiennes des voies de communication, les plaques des numéros sont peintes en caractères rouge foncé sur fond blanc, à l'intérieur d'un cadre ovale bordé de noir posé sur l'architrave de la porte.

## Gondoles

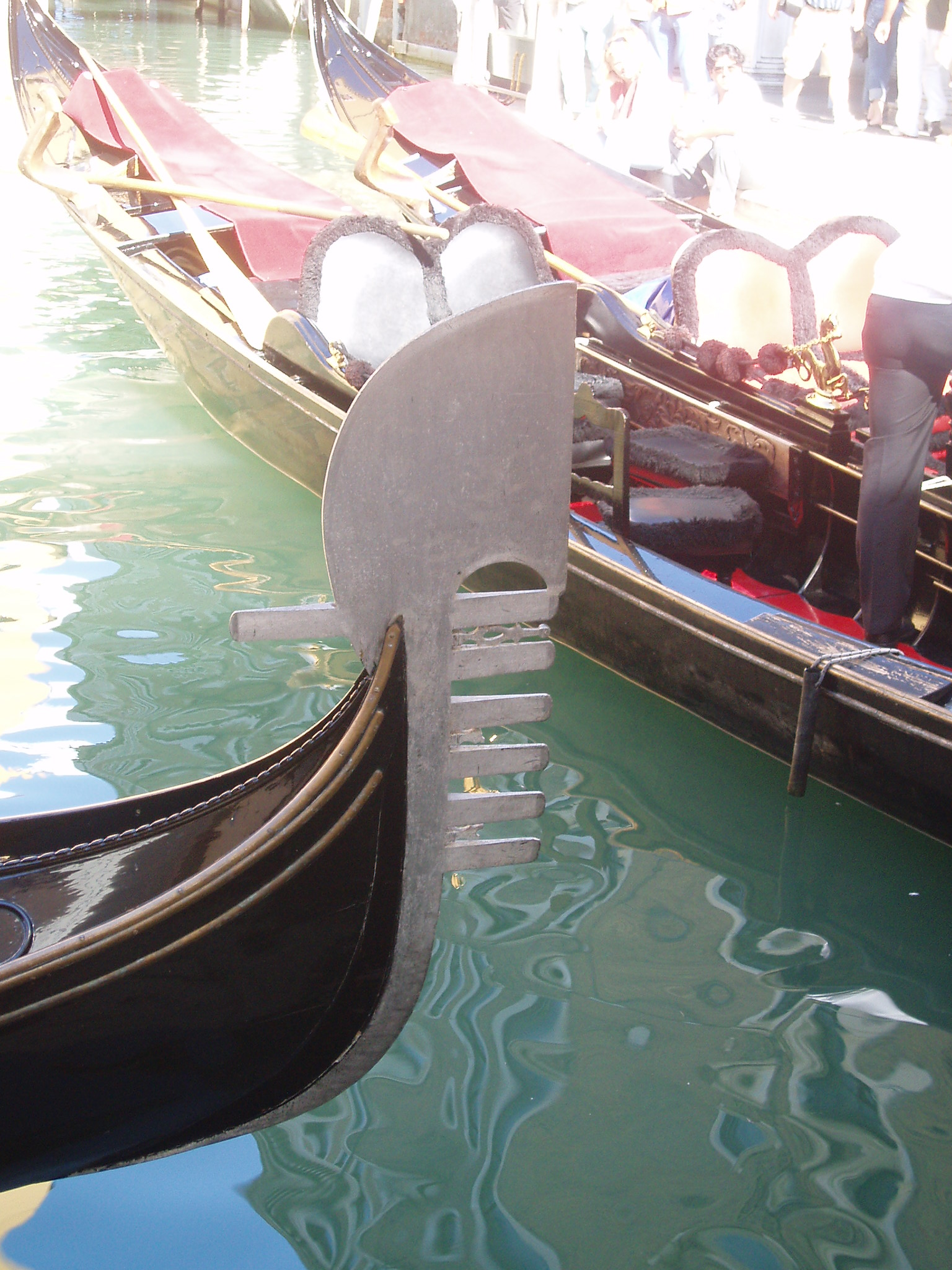
Fer de proue d'une gondole.

Les sestiere de Venise sont symbolisés par les six barres horizontales parallèles s'étendant l'une au-dessus de l'autre sur le fer de proue des gondoles. La courbure de la décoration représente le Grand Canal. Une dernière barre, dirigée vers l'arrière en sens inverse des six autres, symbolise la Giudecca.

## Historique
Les origines des sestiere remontent à 1171. À cette date, par nécessité fiscale, Venise est subdivisée en six zones réparties également de part et d'autre du Grand Canal.[réf. nécessaire]

## Autres territoires vénitiens

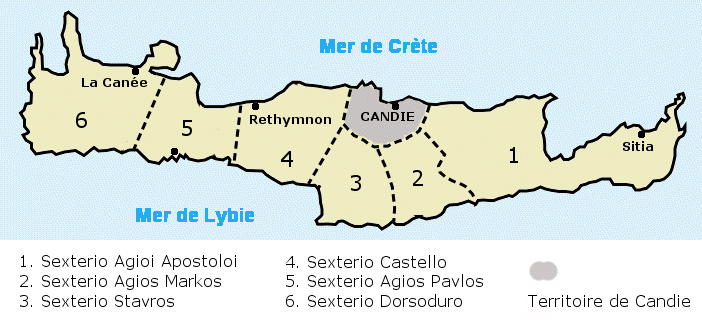
Division en sexteria de la Crète pendant l'occupation vénitienne (outre le territoire de Candie, en gris).

Dans la lagune de Venise, les îles de Burano et de Pellestrina sont également divisées en sestiere. Toutefois, Burano n'en compte que cinq et Pellestrina quatre.
Au XIIIe siècle, la Crète est sous contrôle direct de la république de Venise, dont elle constitue une région administrative spécifique appelée royaume de Candie. L'île est initialement divisée en six sexteria dont les noms correspondent aux six sestiere de la ville de Venise :
1. Sexterio Agioi Apostoloi
2. Sexterio Agios Markos
3. Sexterio Stavros
4. Sexterio Castello
5. Sexterio Agios Pavlos
6. Sexterio Dorsoduro

Le terme de sestiere est également utilisé dans certaines autres villes d'Italie pour décrire les quartiers du centre historique, sans toutefois de lien avec Venise.